# Les Feixes de Cellers
Les Feixes de Cellers és una masia de Torà (Solsonès) inclosa a l'Inventari del Patrimoni Arquitectònic de Catalunya.

## Situació
La masia està situada a llevant del nucli urbà de Torà, a la vall de la riera de Cellers. Per anar-hi cal prendre la carretera-pista que surt del darrere de les piscines municipals (41° 48′ 34.09″ N, 1° 24′ 25.76″ E / 41.8094694°N,1.4071556°E) i mena al nucli de Cellers i el seu Monestir. Al cap de 5 km. s'arriba al trencall de les Feixes(41° 48′ 25.6″ N, 1° 27′ 45.31″ E / 41.807111°N,1.4625861°E) que està ben senyalitzat.

## Descripció
Edifici que forma part d'una explotació agrícola i ramadera.

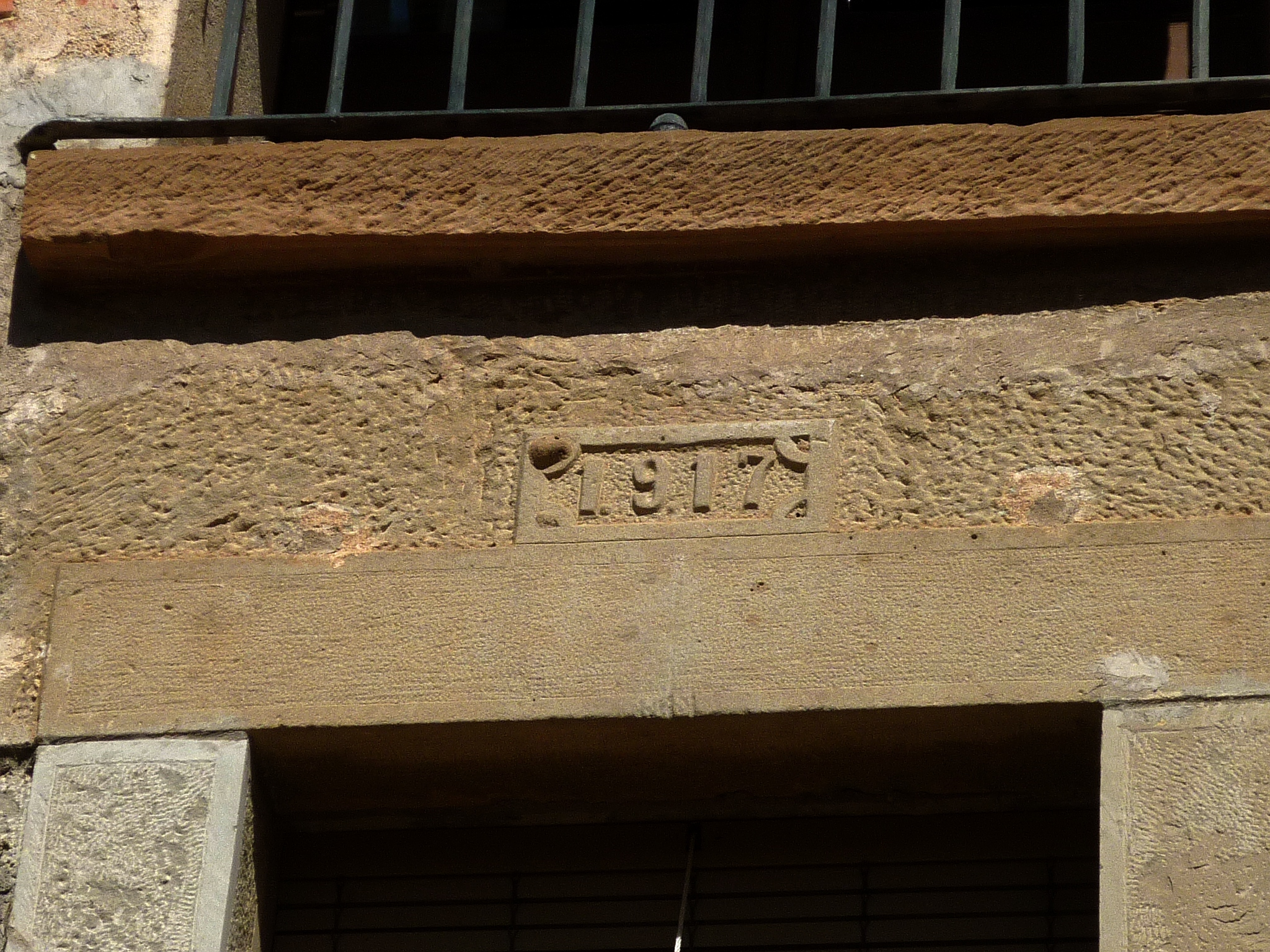
Llinda del balcó

Consta de quatre façanes i tres plantes. A la façana principal (sud), hi ha l'entrada en arc carpanell molt rebaixat. A cada banda se situa una petita finestra en carreus ben tallats. Al següent pis hi ha tres balcons, el del centre duu la data de 1917 a la llinda. Al centre del darrer pis se situa un balcó interior, té una finestra a cada banda. A la façana oest, a la planta baixa hi ha dues obertures, a la planta següent, hi ha quatre finestres contornejades amb maó, a la darrera planta hi ha dues de les mateixes característiques que les anteriors. A la façana nord, hi ha dues finestres a les dues darreres plantes. A la planta baixa hi ha un llenyer que s'annexa és una construcció molt senzilla, només té la coberta a un vessant i diverses pilastres de suport. A la façana est, hi ha dues petites finestres a la planta baixa, tres a la segona i dues a la darrera.
La coberta és a quatre vessants (un corresponent a cada façana), acabada amb teules.
Altres coberts de nova construcció s'annexen a la part lateral dreta i per darrere d'aquest.